# Kanonia Fundi Godziemba
Kanonia Fundi Godziemba – jedna z kanonii zbudowanych w obrębie Ostrowa Tumskiego w Poznaniu w ramach zespołu zabudowy związanej z poznańską kapitułą katedralną. Jest jedną z najstarszych i najcenniejszych kanonii poznańskich. Znajduje się jako pierwsza przy wjeździe na Ostrów Tumski od strony ul. Panny Marii.

## Historia

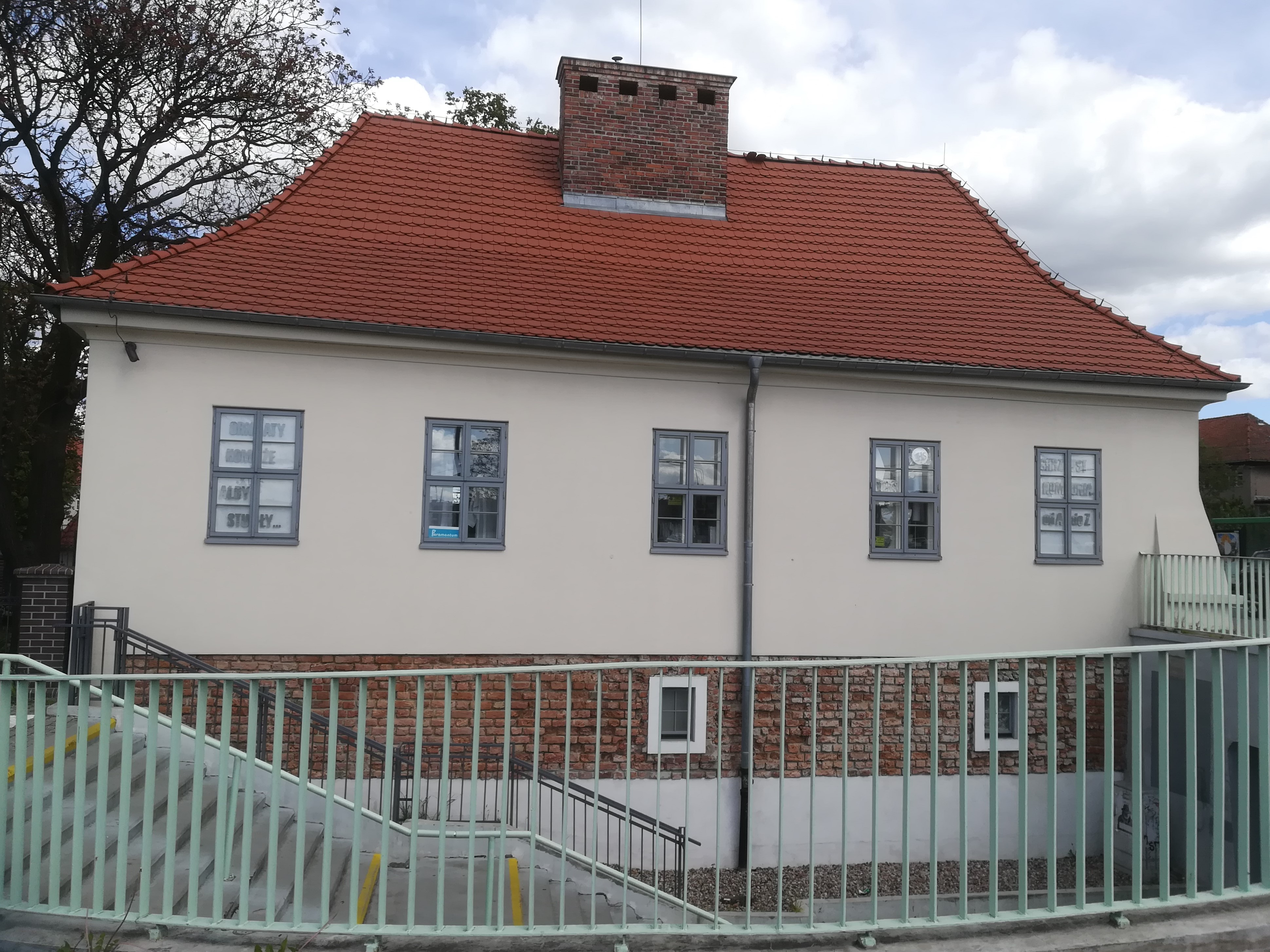
Widok od zachodu

Wokół poznańskiej katedry przez wieki realizowana była zabudowa związana z mieszkaniami dla środowiska kapitulnego – początkowo były to obiekty głównie drewniane, potem szachulcowe, a w końcu murowane. Większość zachowanych kanonii reprezentuje architekturę wieków XVIII i XIX. Najcenniejsze są dwie: fundacji Godziemba (najstarsza z dochowanych) i zlokalizowana przy ul. Ostrów Tumski 11.
Obiekt wybudowano w 1504 z fundacji Mikołaja Lubrańskiego (brata biskupa Jana Lubrańskiego), bardzo wówczas wpływowego i bogatego wojewody kaliskiego. Samą fundację Godziemba, związaną z prebendą ufundowaną przez wojewodę, powołał on w 1504. Prebenda ta została przekazana warszawskiemu dziekanowi, Piotrowi Sosnkowskiemu. 

## Architektura
Ceglany budynek jest dwukondygnacyjny, dwutraktowy, zbudowany na rzucie prostokąta. Ma szachulcową wystawkę. Oparto go częściowo na murze okalającym Ostrów Tumski, który został wzniesiony przez biskupa Lubrańskiego. We wnętrzach istnieją stropy belkowe pochodzące z okresu remontów prowadzonych w XVIII i XIX wieku (przyziemie). Czterospadowy dach jest również owocem przebudów z tego okresu. Autorem przebudowy XIX-wiecznej był Marian Cybulski.

## Nazwa
Nazwa kanonii pochodzi od Godziemby, herbu fundatorów – Lubrańskich.